# 2014年史兰迪煤矿厂爆炸事件
2014史兰迪煤矿厂爆炸事件（英語：2014 Selantik coal mine explosion）于2014年11月22日在马来西亚砂拉越州斯里阿曼省板督（Pantu）的史兰迪（Selantik）发生。这场于距离斯里阿曼镇23公里的板督镇附近的史兰迪煤矿场的爆炸事件共造成四人死亡及至少30人受伤。

## 背景和原因
史兰迪煤矿厂自2006年开始运营。该矿场共有119名工人，其中49名来自朝鲜，29名来自缅甸，19名来自印尼，15名来自中国，10名来自孟加拉。根据马来西亚工程师学会的初步调查，该事件的发生可能是因为一部陈旧的抽风机故障而溅出火花，引起了隧道的爆炸，并增加了地下矿井中天然存在的甲烷或其他可燃气体（如一氧化碳或硫化氢）的浓度。 砂拉越政府随后成立了一个委员会，由州和联邦机构的代表组成，负责调查这一事件。 

## 后续
30名伤者被送院治疗，其中有4人在斯里阿曼医院，26人在古晋的砂拉越综合医院接受治疗。根据当地媒体报导，爆炸中导致三名工人死亡。死者分别是来自缅甸的Tun Tun Win、来自朝鲜的Pang Chung Hyok和来自印尼的Mardianto。所有的工人都及时逃命，但据说3名死者由于身体过热而拼命喝水，导致内脏受损而死亡。另有三名受害者被送往沙巴州伊丽莎白女王医院接受治疗。由于甲烷含量高和下部通道洪水泛滥，该矿井随后被封锁48小时。砂拉越消拯局检测到20％的甲烷，若甲烷在20％至40％之间属于易燃。该部门还担心矿井会产生更多二氧化碳，并补充说，由于矿井内的许多开关可能没有得到适当的绝缘，救援人员不再信任公司的主管和工程师。 11月25日，另一名受害者，来自印尼的Acmad Zidin在砂拉越综合医院接受治疗时死亡。